# Ɛ
La letra épsilon latina, Ɛ (mayúscula), ɛ (minúscula), es una letra del alfabeto latino, derivada de la épsilon griega (ε).
Es utilizada en el Alfabeto Fonético Internacional para representar el sonido de una vocal semiabierta anterior no redondeada, y se adoptó a muchos sistemas de escrituras de lenguas africanas derivados del Alfabeto africano internacional o del Alfabeto africano de referencia.
Aparece en el alfabeto latino bereber, utilizado actualmente en los libros escolares argelinos en bereber. Antes fue propuesto por el instituto francés INALCO para representar una fricativa faríngea sonora [ʕ]. Algunos autores usan ƹayin ⟨ƹ⟩ en su lugar; que también tiene una forma similar a la letra árabe ʿayn ⟨ع⟩.

## Historia

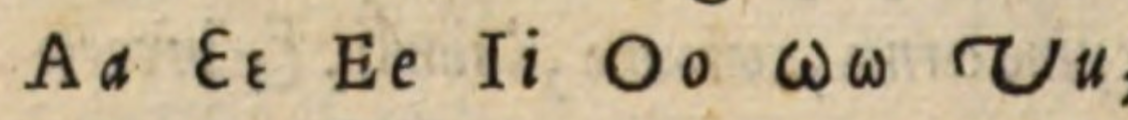
Vocales de Trissino, Dubbii Grammaticali, 1529

La épsilon latina aparece ya en el Renacimiento en la influyente propuesta de reforma de la ortografía italiana de Gian Giorgio Trissino. Su propuesta incluía la épsilon como otra letra latina más para representar una vocal semiabierta anterior no redondeada [ɛ] (junto con otras adiciones como ‹j, u, ω, ʃ› como letras diferenciadas de ‹i, v, o, s›, respectivamente). Aparece en su obra «Ɛpistola del Trissino de le lettere nuωvamente aggiunte ne la lingua Italiana» publicada en 1524 y encontrada en algunas ediciones de Tolomeo Janiculo como la reimpresión de 1529 de De the volgare eloquenzia de Dante Alighieri, utilizando la tipología de Ludovico degli Arrighi.

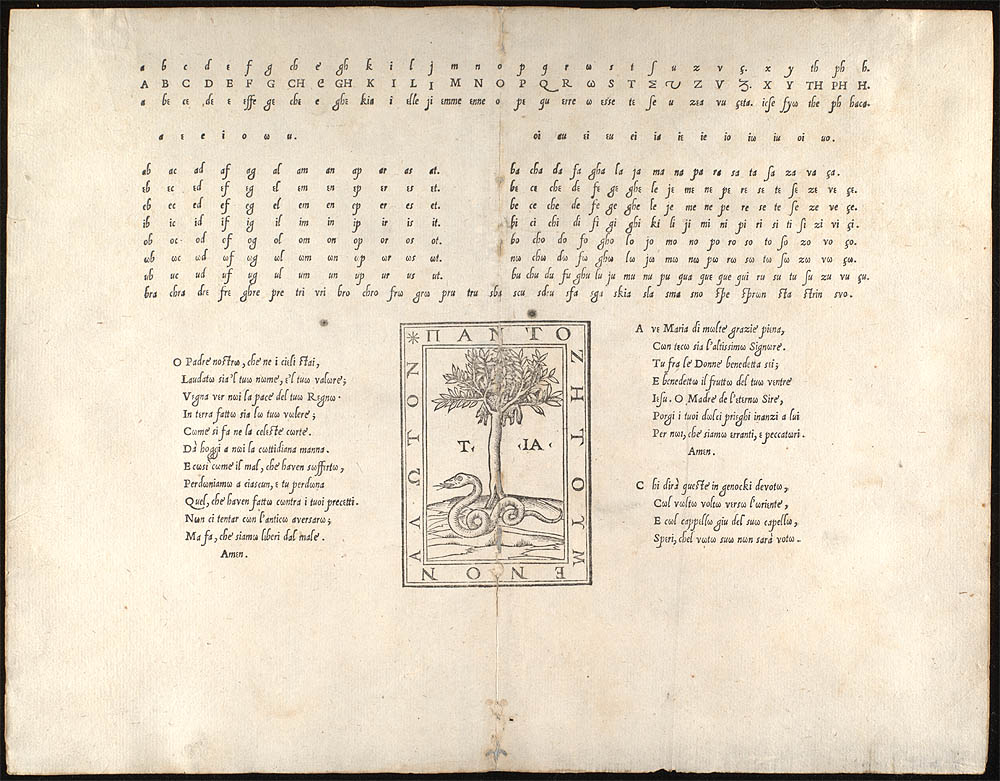
Espécimen de caracteres de Ludovico degli Arrighi extendido y utilizado por Tolomeo Janiculo, circa 1522

## Unicode
La épsilon latina recibe el nombre "E abierta" en Unicode.

La épsilon latina tiene la forma de la épsilon griega minúscula

| Carácter      | Ɛ                           | Ɛ                           | ɛ                         | ɛ                         |
| ------------- | --------------------------- | --------------------------- | ------------------------- | ------------------------- |
| Unicode       | LATIN CAPITAL LETTER OPEN E | LATIN CAPITAL LETTER OPEN E | LATIN SMALL LETTER OPEN E | LATIN SMALL LETTER OPEN E |
| Codificación  | decimal                     | hex                         | decimal                   | hex                       |
| Unicode       | 400                         | U+0190                      | 603                       | U+025B                    |
| UTF-8         | 198 144                     | C6 90                       | 201 155                   | C9 9B                     |
| Ref. numérica | &#400;                      | &#x190;                     | &#603;                    | &#x25B;                   |